# Okenia zoobotryon
Okenia zoobotryon är en snäckart som först beskrevs av Smallwood 1910.  Okenia zoobotryon ingår i släktet Okenia och familjen Goniodorididae. Inga underarter finns listade i Catalogue of Life.